# فيرونيكا باور
فيرونيكا باور هي متزحلقة حرة كندية، ولدت في 17 أكتوبر 1979 في تورونتو في كندا.

## وصلات خارجية
- الموقع الرسمي
- فيرونيكا باور على موقع الاتحاد الدولي للتزلج (التزلج الحر) (الإنجليزية)
- فيرونيكا باور على موقع اللجنة الأولمبية الدولية (الإنجليزية)
- فيرونيكا باور على موقع أوليمبيديا (الإنجليزية)
- فيرونيكا باور على موقع اللجنة الأولمبية الكندية (الإنجليزية)